# Орлов-Давыдов, Сергей Владимирович
Граф Сергей Владимирович Орлов-Давыдов (26 июня 1849 — 22 апреля 1905) — действительный статский советник (1891), камергер (1893—1903), обладатель придворного звания «в должности гофмейстера» (1903). Благотворитель и общественный деятель. Владелец подмосковных усадеб Спасское и Кривякино.

## Биография
Младший сын графа Владимира Петровича Орлова-Давыдова от его брака с княжной Ольгой Ивановной Барятинской. Крещен 5 июля 1849 года в Соборе Св. Екатерины в Царском селе при восприемстве князей Виктора и Владимира Барятинских, и княгини Олимпиады Барятинской. Получил домашнее воспитание.
Окончив морское училище, в 1868—1880 годах служил в Ревеле на Балтийском флоте на плавучей батарее «Первенец». После женитьбы вышел в отставку. Жил в имении Спасское, где проявил себя умелым и рачительным хозяином. Будучи действительным членом Московского общества сельского хозяйства (1883), за свои достижения на московской сельскохозяйственной выставке 1895 года был награждён серебряной медалью.
Был щедрым благотворителем и состоял членом большого числа благотворительных обществ. Жертвовал средства в пользу школ, пансионов, училищ и богаделен. На постройку православного храма в Токио граф пожертвовал 6 000 рублей. Помогал своей сестре Марии содержать обитель «Отрада и утешение» в Добрынихе. Особым вниманием графа пользовалась детская больница Святой Ольги, открытая в 1886 году в московском переулке, получившем его имя (см. Орлово-Давыдовский переулок). На строительство и обустройство детской больницы он потратил миллион рублей и в дальнейшем продолжал её финансировать.
Граф был одним из первых в России владельцев автомобиля. Был одним из директоров Московского отделения Русского музыкального общества. Был устроителем крымского имения «Селям», где разбил парк с редкими растениями и посадил виноградники. В 1894 году в имение графа гостил Иоанн Кронштадтский. После чего он пожертвовал 10 000 руб. на «Дом Трудолюбия», основанный отцом Иоанном, и 2,5 тыс. руб. на учреждении стипендии имени императора Александра III.
Скончался без потомства от остановки сердца 22 апреля 1905 года в Киеве. Его брат Анатолий записал в дневнике: «Узнаю о внезапной кончине от паралича сердца брата Сергея в Киеве. В тот же день получаю депешу Алексея из Парижа о рождении Теклой в тот же день и тот же час сына — моего первого внука. Дают имя Сергей. Бетси и я восприемники. Еду в Киев с Аккерманом и Гавеманом (это Главноуправляющий над всеми владениями)». Похоронен в родовой усыпальнице Орловых в имении «Отрада». Весь его майорат перешел к племяннику графу Алексею Орлову-Давыдову.

## Семья
Жена (с 1880 года) — Елизавета Васильевна Арсеньева (15.09.1855 — ок. 1916), дочь Василия Сергеевича Арсеньева от его брака с княжной Наталией Юрьевной Долгорукой. Приходилась мужу дальней родственницей.
Обучалась в московской гимназии, которую окончила с золотой медалью. После свадьбы отправилась с мужем за границу: через Варшаву в Берлин, Гамбург, Соден и Италию. По возвращении жила в Спасском. В 1883 году заболела психическим расстройством. Лечилась без результата в Германии. Жила под присмотром сиделок в Киеве, в Липках, в собственном доме.